# هيكتور غوتيريز
هيكتور غوتيريز (بالإسبانية: Héctor Gutiérrez)‏ (29 أغسطس 1986 في المكسيك - ) هو لاعب كرة قدم مكسيكي في مركز الوسط. لعب مع كروز آزول.

## وصلات خارجية
- هيكتور غوتيريز على موقع قاعدة بيانات كرة القدم.إي يو (الإنجليزية)
- هيكتور غوتيريز على موقع Soccerway.com (الإنجليزية)